# Belloy-en-Santerre
Pour les articles homonymes, voir Belloy (homonymie) et Santerre.
Belloy-en-Santerre est une commune française située dans le département de la Somme en région Hauts-de-France.

## Géographie

### Localisation

#### Communes limitrophes
| Assevillers        | Flaucourt          | Barleux           |
|                    | Belloy-en-Santerre | Villers-Carbonnel |
| Estrées-Deniécourt | Berny-en-Santerre  |                   |

### Description
Belloy-en-Santerre est un village rural picard du Santerre situé sur le plateau éponyme, au sud de Péronne et à 8 km de Chaulnes.
Le territoire communal est limité à l'ouest par l'Autoroute A1 et au sud par l'ex-route nationale 29 (actuelle RD 1029), connectées par la sortie no 13 de l'autoroute.
La Gare TGV Haute-Picardie jouxte le territoire communal et, en 2019, la localité est desservie par les autocars du réseau inter-urbain Trans'80, Hauts-de-France (ligne no 59, Harbonnières - Péronne).
Le relief de la commune est plat. Son sol est composé de terre franche (le limon des plateaux) et de terre sableuse.
Aucun cours d'eau ne traverse la commune.
Le climat de la commune est tempéré océanique avec vents dominants de sud-ouest et de nord-est.

### Hydrographie
La commune est située dans le bassin Artois-Picardie. Elle n'est drainée par aucun cours d'eau.

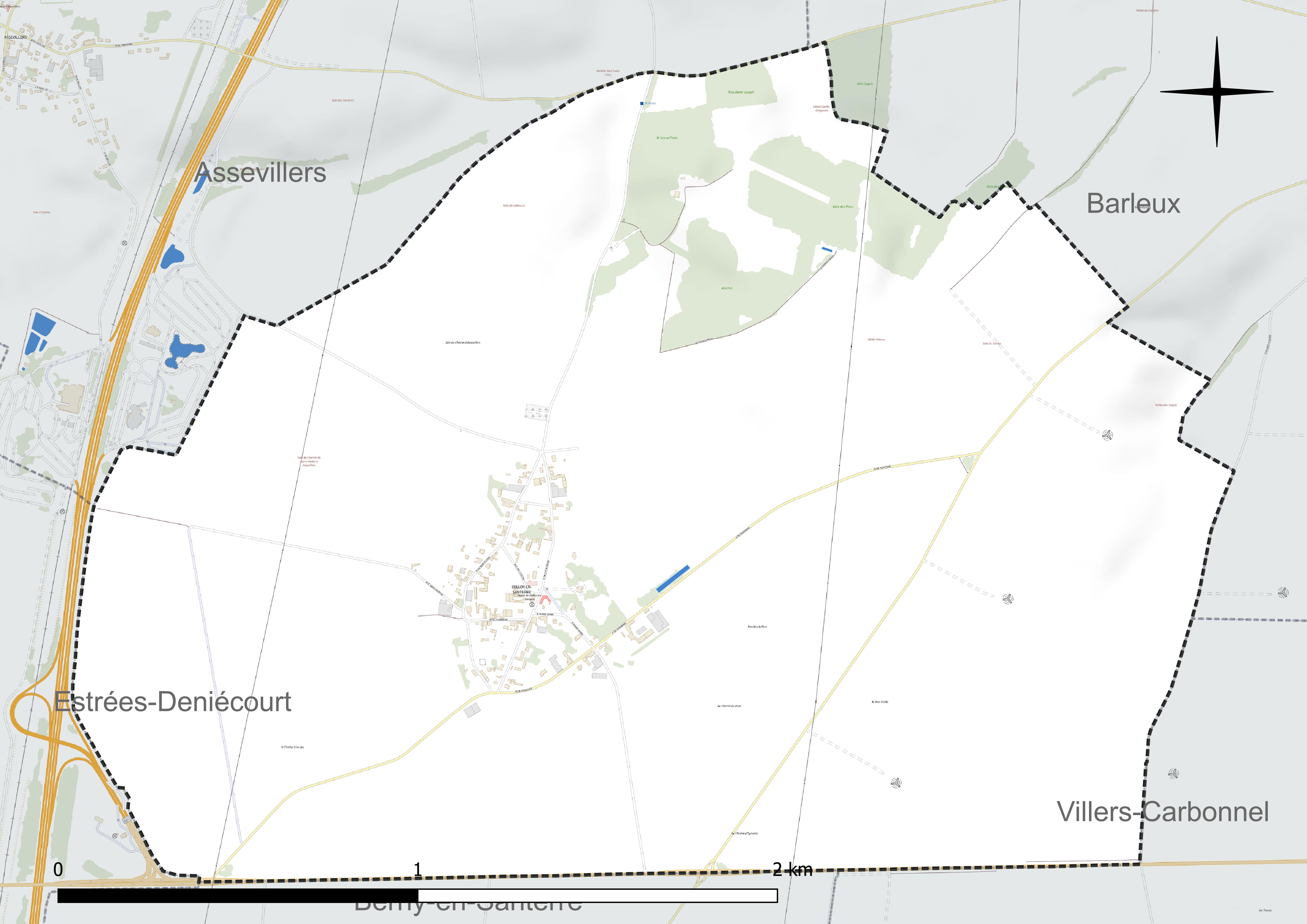
Réseau hydrographique de Belloy-en-Santerre.

### Climat
Pour des articles plus généraux, voir Climat des Hauts-de-France et Climat de la Somme.
En 2010, le climat de la commune est de type climat océanique dégradé des plaines du Centre et du Nord, selon une étude du CNRS s'appuyant sur une série de données couvrant la période 1971-2000. En 2020, Météo-France publie une typologie des climats de la France métropolitaine dans laquelle la commune est exposée à un climat océanique et est dans la région climatique Nord-est du bassin Parisien, caractérisée par un ensoleillement médiocre, une pluviométrie moyenne régulièrement répartie au cours de l'année et un hiver froid (3 °C).
Pour la période 1971-2000, la température annuelle moyenne est de 10,4 °C, avec une amplitude thermique annuelle de 14,5 °C. Le cumul annuel moyen de précipitations est de 699 mm, avec 11,4 jours de précipitations en janvier et 8,7 jours en juillet. Pour la période 1991-2020, la température moyenne annuelle observée sur la station météorologique la plus proche, située sur la commune d'Estrées-Mons à 11 km à vol d'oiseau, est de 11,0 °C et le cumul annuel moyen de précipitations est de 647,5 mm,. Pour l'avenir, les paramètres climatiques de la commune estimés pour 2050 selon différents scénarios d'émission de gaz à effet de serre sont consultables sur un site dédié publié par Météo-France en novembre 2022.

## Urbanisme

### Présentation
La commune présente un habitat groupé.
Le village détruit totalement pendant la Grande Guerre a été reconstruit durant l'entre-deux-guerres.

### Typologie
Au 1er janvier 2024, Belloy-en-Santerre est catégorisée commune rurale à habitat dispersé, selon la nouvelle grille communale de densité à sept niveaux définie par l'Insee en 2022.
Elle est située hors unité urbaine. Par ailleurs la commune fait partie de l'aire d'attraction de Péronne, dont elle est une commune de la couronne,. Cette aire, qui regroupe 52 communes, est catégorisée dans les aires de moins de 50 000 habitants,.

### Occupation des sols
L'occupation des sols de la commune, telle qu'elle ressort de la base de données européenne d'occupation biophysique des sols Corine Land Cover (CLC), est marquée par l'importance des territoires agricoles (91,8 % en 2018), une proportion sensiblement équivalente à celle de 1990 (92,1 %). La répartition détaillée en 2018 est la suivante : 
terres arables (86,1 %), forêts (7,8 %), zones agricoles hétérogènes (5,7 %), zones industrielles ou commerciales et réseaux de communication (0,4 %). L'évolution de l'occupation des sols de la commune et de ses infrastructures peut être observée sur les différentes représentations cartographiques du territoire : la carte de Cassini (XVIIIe siècle), la carte d'état-major (1820-1866) et les cartes ou photos aériennes de l'IGN pour la période actuelle (1950 à aujourd'hui).

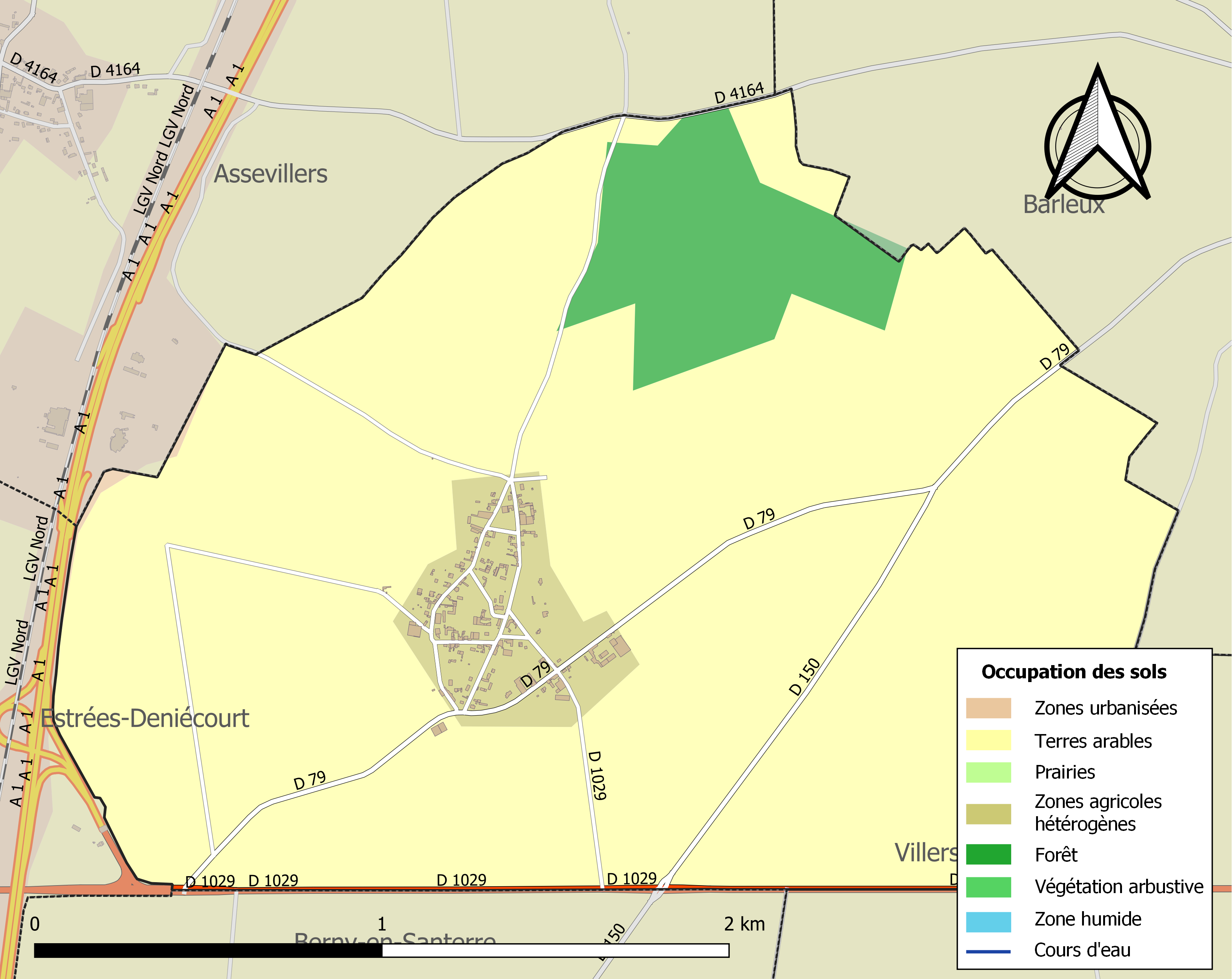
Carte des infrastructures et de l'occupation des sols de la commune en 2018 (CLC).

## Toponymie
On trouve plusieurs formes pour désigner Belloy dans les textes anciens : Beeloith (1163), Beeloi (1191 et 1214), Badolitum Baala d'après Louis-Paul Colliette, Beloy.
Le nom Belloy proviendrait du latin bidolidum, composé de betula, bouleau et du suffixe etum, ensemble de végétaux.
Le Santerre est une région naturelle de France située au cœur de la Picardie, et de l'actuelle région Hauts-de-France.

## Histoire

### Antiquité
Une photographie aérienne prise par Roger Agache en 1967 au Bois Defroidures à Belloy-en-Santerre montre la présence de substructions d'une villa gallo-romaine à longue cour rectangulaire orientée au sud. L'ex-route nationale 29, qui traverse la commune d'ouest en est sur une longueur de 2,3 km, est l'ancienne voie romaine qui reliait Amiens à Vermand.

### Moyen Âge
La première mention d'un lieu nommé Belloy date du Moyen Âge.
Le village de Quiévillers existe au XIIIe siècle, à l'est de Belloy ; il disparaît avant 1648.

### Époque moderne
Le château de Belloy-en-Santerre est reconstruit au XVIIIe siècle.
Circonscriptions d'Ancien Régime
Sous l'Ancien Régime, Belloy-en-Santerre dépend du bailliage et de l'élection de Péronne, de la généralité d'Amiens, du doyenné de Péronne et du diocèse de Noyon.

### Époque contemporaine
M. de Rivery, fils de Françoise Morel de Foucaucourt, émigre en Angleterre pendant la Révolution française. Rentré clandestinement en France, sous la Terreur, il est arrêté, condamné à mort et guillotiné. À sa mort, la terre de Belloy revient à la famille Morel de Foucaucourt.
À la fin de l'épopée napoléonienne, la commune est occupée par les Cosaques pendant la Campagne de France de 1814 et les Cent-Jours de 1815.
Au terme de la guerre franco-allemande de 1870, les habitants de Belloy doivent verser aux troupes allemandes des réquisitions en argent et en nature. Plusieurs jeunes gens de la commune participent aux combats.

L'ancienne église avant la Première Guerre mondiale
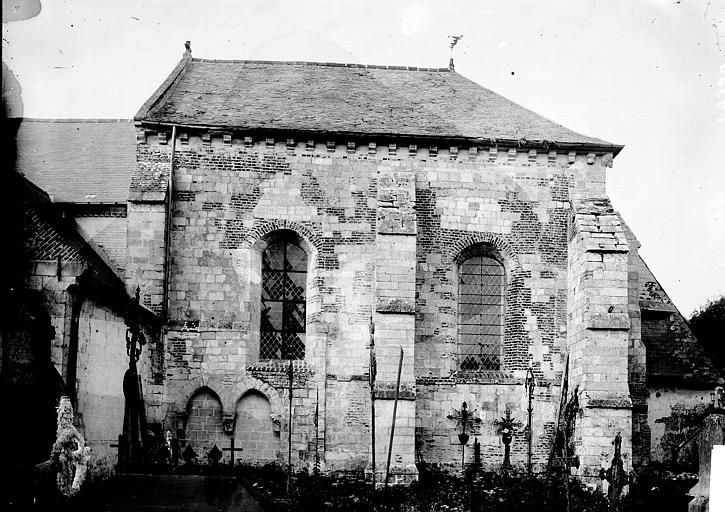
Façade latérale
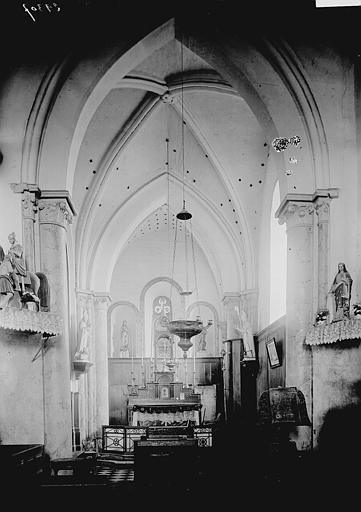
Le chœur
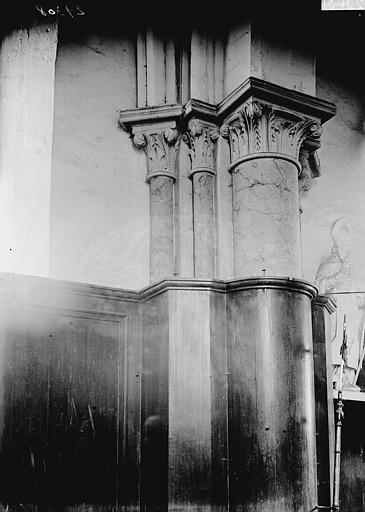
Chapiteau

#### Première Guerre mondiale
Au début de la Première Guerre mondiale, fin  août 1914, l'arrivée de réfugiés venant de Belgique et le repli des régiments de cyclistes et de chasseurs venant du front, incitent la population de Belloy à évacuer les 27 et 28 août. Il ne reste dans le village que 24 habitants sur 250. Les Allemands arrivent le 29 août.
Après la bataille de la Marne, une partie des habitants revient au village (environ 200 personnes). Le 24 septembre voit le retour de l'armée allemande, qui occupe le village jusqu'au 8 juillet 1916. La population doit verser des contributions de guerre en argent (3 000 francs, une grosse somme alors) et en nature (bétail, lait, etc.).
En juillet 1915, le maire de la commune, Gaston Granger est déferré devant le conseil de guerre allemand sous prétexte de désobéissance et déporté en Allemagne ainsi que quatre jeunes gens de Belloy.
Le village est miné par les Allemands qui se retranchent dans des abris bétonnés. Deux cents mitrailleuses allemandes sont prêtes à riposter en cas d'attaque.
Des tirs de l'artillerie française annonçant une attaque prochaine, la population de Belloy est évacuée par les Allemands vers Brie, Saint-Christ-Briost et Vraignes-en-Vermandois. Ils y restèrent huit mois.

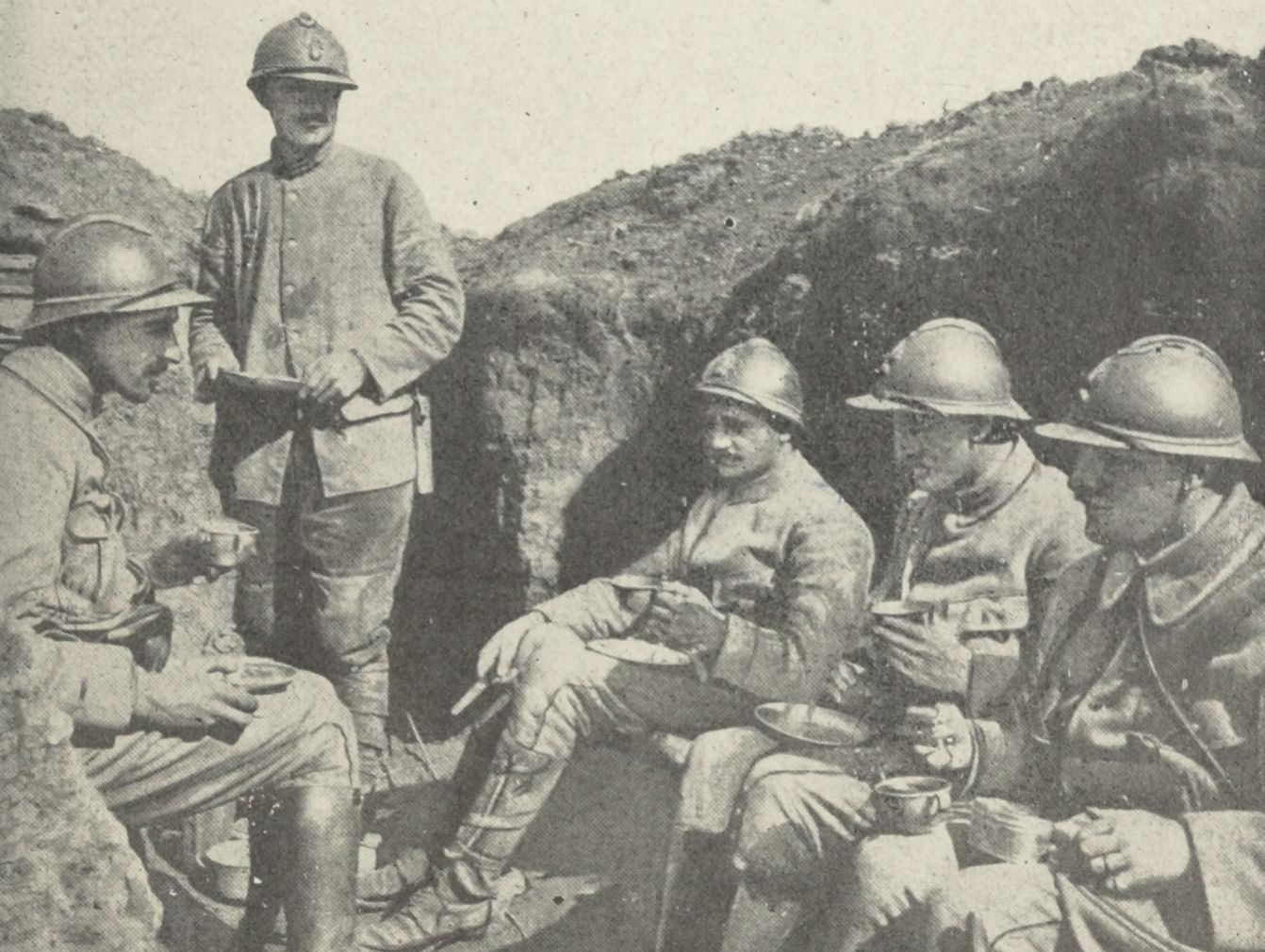
Soldats du le 16 août 1916.

Le 4 juillet 1916, la première ligne allemande est prise par les soldats français à Dompierre-Becquincourt, Fay et Assevillers. Les soldats allemands se replient sur leur deuxième ligne fortifiée de Belloy-en-Santerre. Les fantassins du 35e corps d'armée et ceux du régiment de marche de la Légion étrangère montent à l'assaut, baïonnette au canon, sur un terrain découvert. Ils sont mitraillés à 300 m des lignes allemandes,. Néanmoins, malgré le nombre élevé de victimes (900 tués) — parmi eux figurent le poète américain Alan Seeger, des Catalans dont Camil Campanyà i Mas, des Luxembourgeois... —, les Français sont maîtres du terrain mais doivent subir plusieurs contre-attaques. Le 8 juillet, les Allemands se replient.
En mars 1918, au cours de la bataille du Kaiser, le front allié est enfoncé par l'armée allemande et Belloy-en-Santerre est une nouvelle fois occupée. À partir du 8 août, la contre-offensive des Alliés libère définitivement Belloy et le Santerre.
La commune est décorée de la Croix de guerre 1914-1918 le 27 octobre 1920.

#### Entre-deux-guerres
Totalement en ruine, le village de Belloy-en-Santerre est à reconstruire. Pendant l'Entre-deux-guerres, la commune touche des dommages de guerre pour les biens communaux. Elle bénéficie aussi du soutien financier de ses parrain et marraine de guerre : le canton de Beaumont-le-Roger (Eure) et surtout la ville de Barcelone qui, en 1923, fait un don de 500 000 francs permettant ainsi de reconstruire la mairie et l'église, d'installer un réseau d'eau potable et l'électricité.
Le 3 mars 1939, le conseil municipal de Belloy-en-Santerre, à l'unanimité, vota un don de 12 000 francs « destiné à soulager la misère à Barcelone » (à la fin de la guerre d'Espagne, la capitale de la Catalogne était tombée aux mains des troupes franquistes, le 26 janvier 1939).
Le nom des deux grandes rues du village, la rue de Barcelone et la rue de Catalogne, rappellent cette amitié.

#### Seconde Guerre mondiale
Au début de la Seconde Guerre mondiale, la Drôle de guerre prend fin brusquement le 10 mai 1940 avec l'attaque allemande aux Pays-Bas, au Luxembourg et en Belgique. Après la percée allemande à Sedan, une suite de revers des armées française et britannique entraîne une avancée rapide des armées allemandes.
Le général Weygand, nouveau commandant en chef des armées françaises depuis le 20 mai 1940, parvient à constituer une ligne de front, la « Ligne Weygand », sur le cours de la Somme. Le 25 mai, le 2e bataillon du 117e régiment d'infanterie parvient à faire reculer les Allemands, à reprendre Belloy et à y installer une position défensive. Le village est bombardé par l'aviation et l'artillerie allemandes à de nombreuses reprises mais l'armée française tient bon jusqu'au 5 juin. Les soldats du 117e encerclés se rendent néanmoins le 5 juin 1940, en début d'après-midi.
Belloy-en-Santerre est libérée le 1er septembre 1944 par l'armée américaine, et est décorée de la Croix de guerre 1939-1945 avec étoile de bronze le 11 novembre 1948

## Politique et administration

### Rattachements administratifs et électoraux
La commune se trouve dans l'arrondissement de Péronne du département de la Somme. Pour l'élection des députés, elle fait partie depuis 1958 de la cinquième circonscription de la Somme.
Elle faisait partie depuis 1793 du canton de Chaulnes. Dans le cadre du redécoupage cantonal de 2014 en France, la commune est intégrée au canton de Ham.

### Intercommunalité
La commune était adhérente de la communauté de communes de Haute-Picardie créée en 1994 sous le nom de communauté de communes de Chaulnes et environs, et qui a pris sa dénomination de communauté de communes de Haute-Picardie en 1999.
Dans le cadre des dispositions de la loi portant nouvelle organisation territoriale de la République du 7 août 2015, qui prévoit que les établissements publics de coopération intercommunale (EPCI) à fiscalité propre doivent avoir un minimum de 15 000 habitants, la préfète de la Somme propose en octobre 2015 un projet de nouveau schéma départemental de coopération intercommunale (SDCI) qui prévoit la réduction de 28 à 16 du nombre des intercommunalités à fiscalité propre du département.
Le projet préfectoral prévoit la « fusion des communautés de communes de Haute Picardie et du Santerre », le nouvel ensemble de 17 954 habitants regroupant 46 communes,,. À la suite de l'avis favorable de la commission départementale de coopération intercommunale en janvier 2016, la préfecture sollicite l'avis formel des conseils municipaux et communautaires concernés en vue de la mise en œuvre de la fusion le 1er janvier 2017.
Cette procédure aboutit à la création au 1er janvier 2017 de la communauté de communes Terre de Picardie, dont la commune est désormais membre.

### Liste des maires
| Période                                  | Période                        | Identité          | Étiquette | Qualité |
| ---------------------------------------- | ------------------------------ | ----------------- | --------- | ------- |
| Les données manquantes sont à compléter. |                                |                   |           |         |
| avant 1915                               |                                | Gaston Granger    |           |         |
| Les données manquantes sont à compléter. |                                |                   |           |         |
| mars 1971                                | 1984                           | Aimé Degenne      |           |         |
| 1984                                     | mai 2020                       | Bernard Lictevout |           |         |
| juillet 2020,                            | En cours (au 31 novembre 2020) | Laurent Potier    |           |         |

### Politique de développement durable
Le « Parc éolien du haut plateau » de 9 aérogénérateurs  est réalisé en 2020 et 2021 sur les communes de Barleux, Belloy-en-Santerre et Villers-Carbonnel. Sa puissance maximale est de 31 mégawatts.

## Population et société

### Démographie
L'évolution du nombre d'habitants est connue à travers les recensements de la population effectués dans la commune depuis 1793. Pour les communes de moins de 10 000 habitants, une enquête de recensement portant sur toute la population est réalisée tous les cinq ans, les populations de référence des années intermédiaires étant quant à elles estimées par interpolation ou extrapolation. Pour la commune, le premier recensement exhaustif entrant dans le cadre du nouveau dispositif a été réalisé en 2005.

En 2022, la commune comptait 151 habitants, en évolution de −0,66 % par rapport à 2016 (Somme : −1,26 %, France hors Mayotte : +2,11 %).
| 1793 | 1800 | 1806 | 1821 | 1831 | 1836 | 1841 | 1846 | 1851 |
| ---- | ---- | ---- | ---- | ---- | ---- | ---- | ---- | ---- |
| 390  | 384  | 469  | 451  | 405  | 425  | 426  | 408  | 405  |

| 1856 | 1861 | 1866 | 1872 | 1876 | 1881 | 1886 | 1891 | 1896 |
| ---- | ---- | ---- | ---- | ---- | ---- | ---- | ---- | ---- |
| 389  | 404  | 380  | 376  | 409  | 376  | 365  | 360  | 369  |

| 1901 | 1906 | 1911 | 1921 | 1926 | 1931 | 1936 | 1946 | 1954 |
| ---- | ---- | ---- | ---- | ---- | ---- | ---- | ---- | ---- |
| 355  | 340  | 299  | 90   | 180  | 189  | 201  | 193  | 196  |

| 1962 | 1968 | 1975 | 1982 | 1990 | 1999 | 2005 | 2006 | 2010 |
| ---- | ---- | ---- | ---- | ---- | ---- | ---- | ---- | ---- |
| 182  | 159  | 172  | 169  | 162  | 167  | 179  | 179  | 166  |

| 2015 | 2020 | 2022 | - | - | - | - | - | - |
| ---- | ---- | ---- | - | - | - | - | - | - |
| 154  | 148  | 151  | - | - | - | - | - | - |

### Sports
Belloy-en-Santerre et Estrées-Deniécourt disposent d'une équipe de longue-paume, un sport de raquette picard très pratiqué en France à l'époque médiévale, dont le terrain est rue Jules-Ferry,

### Autres équipements

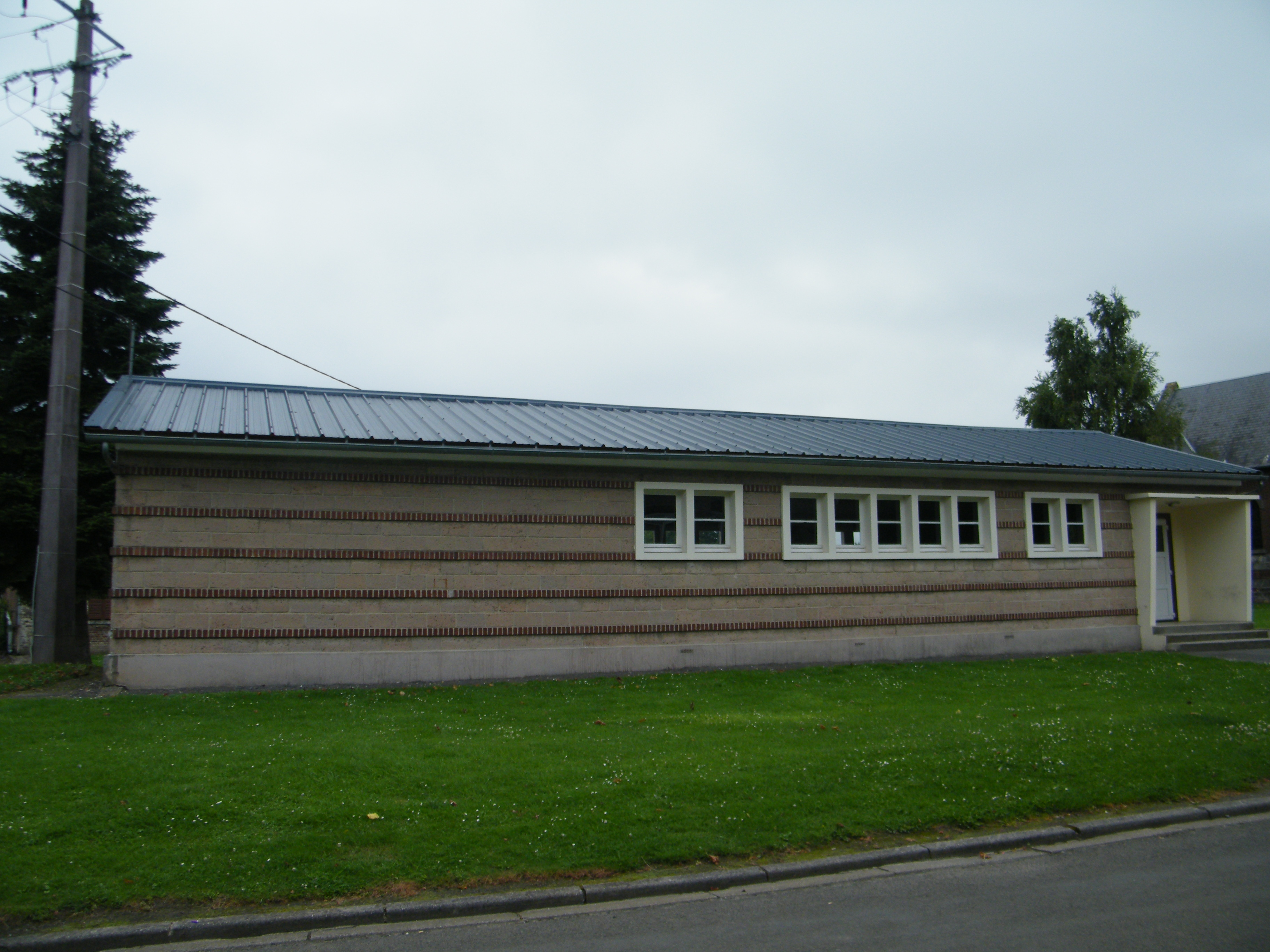
La salle communale..

## Économie
L'activité économique de la commune repose essentiellement sur l'agriculture.

## Culture locale et patrimoine

### Lieux et monuments
- Église Saint-Martin, reconstruite dans l'entre-deux-guerres.
- Chapelle Notre-Dame-de-Lourdes, près du bois Saint-Joseph. La première chapelle date de 1882, elle a été reconstruite en 1930, après la guerre[44].

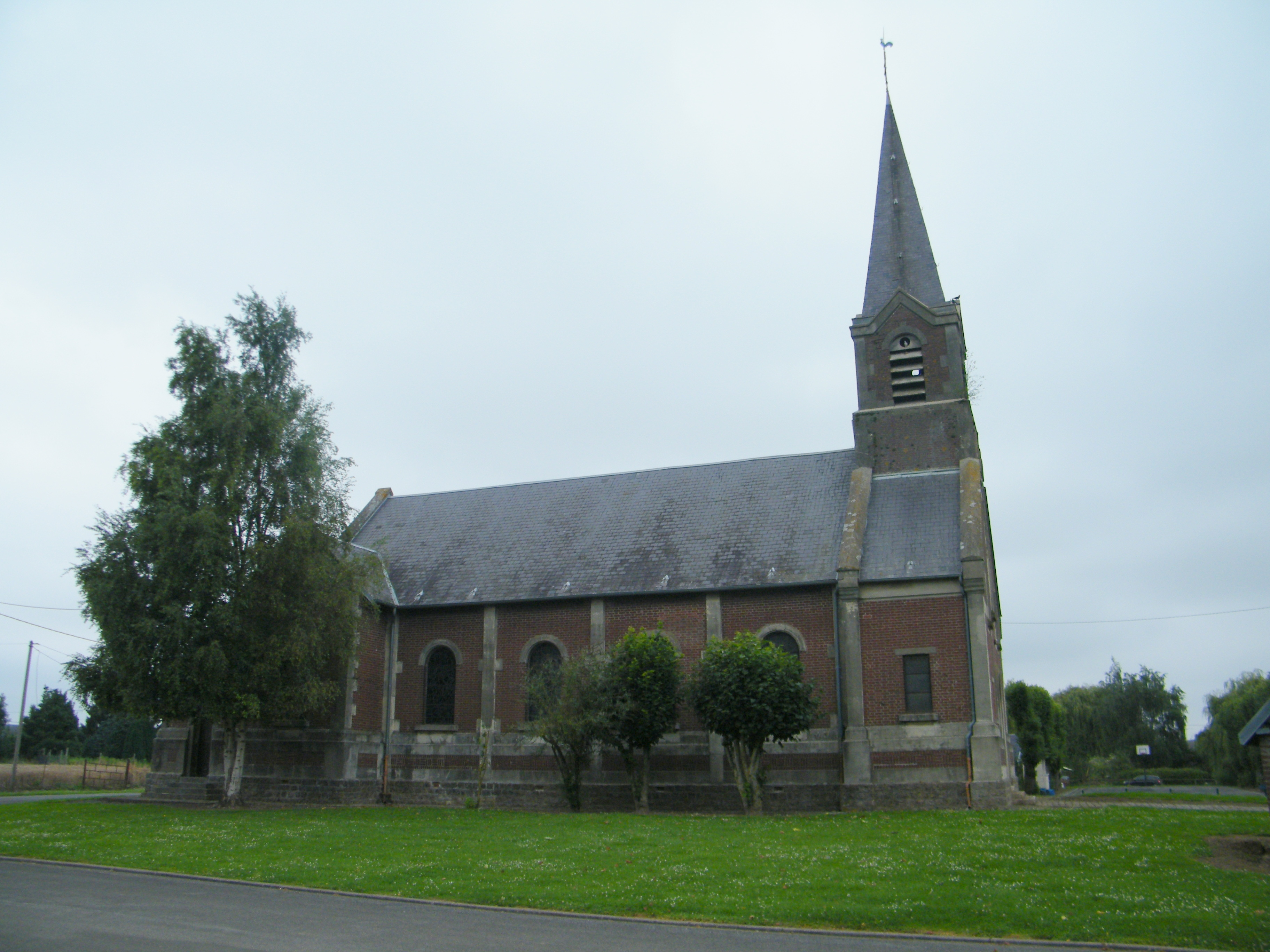
L'église Saint-Martin.
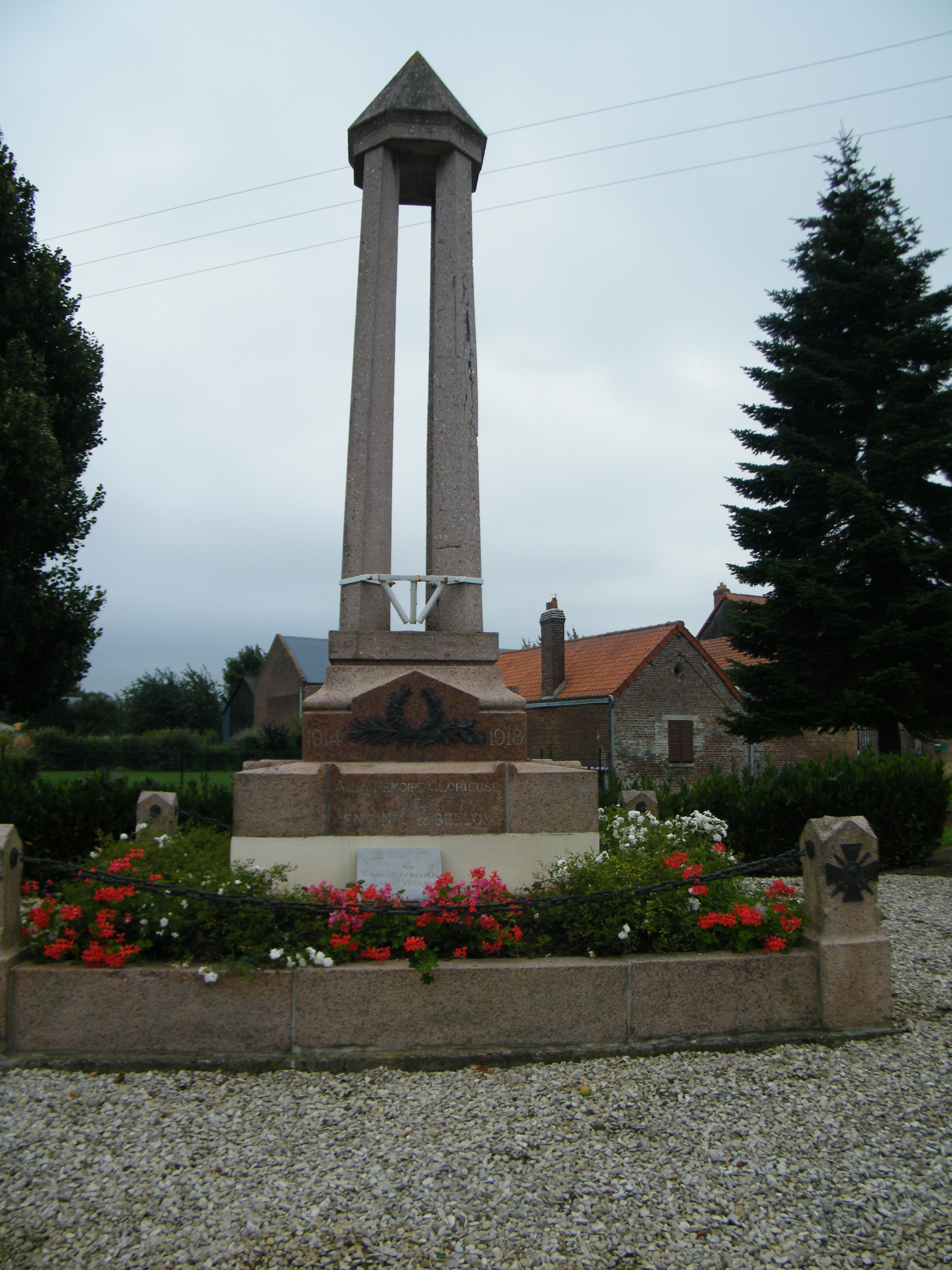
Monument aux morts.
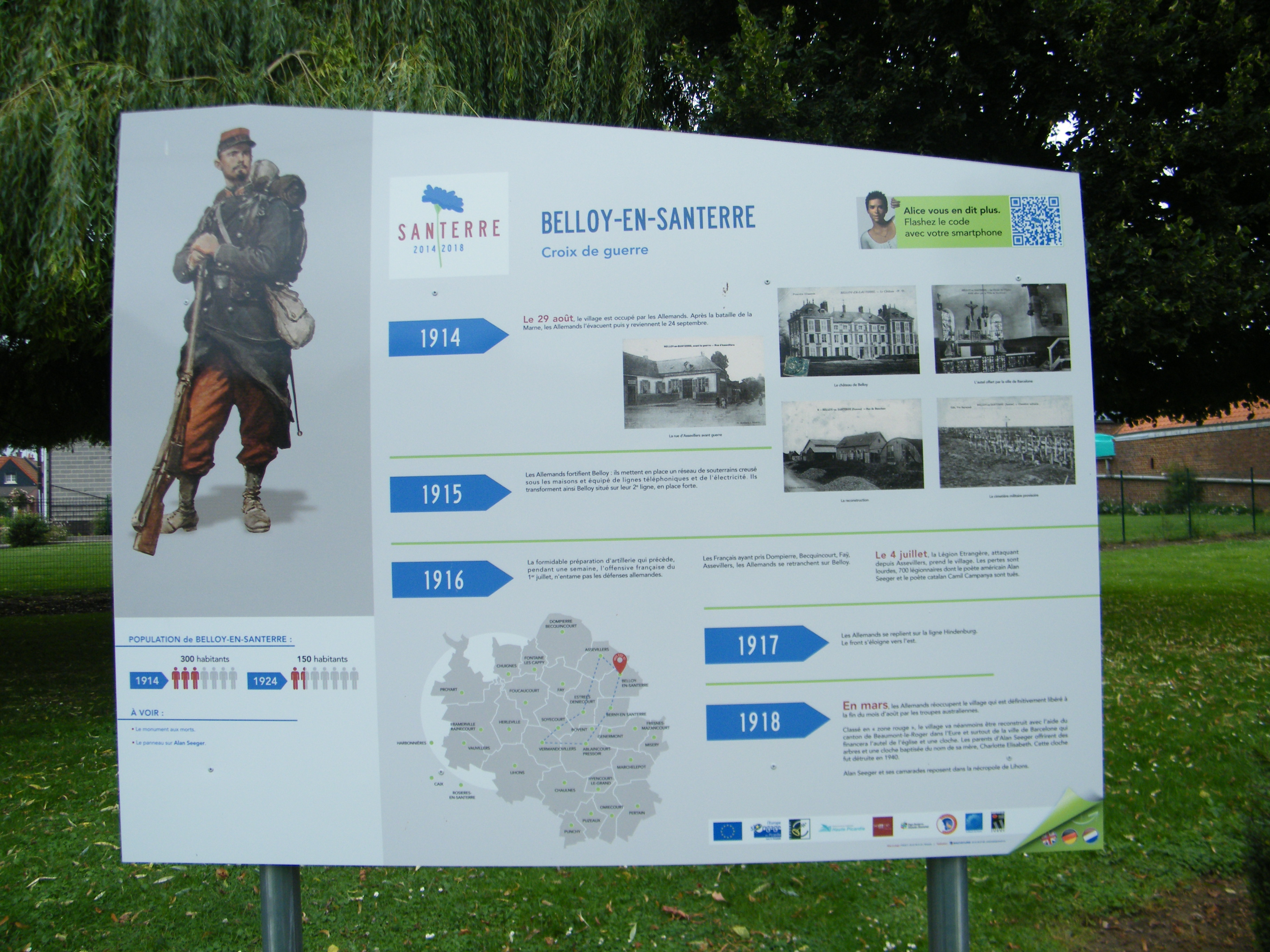
Histoire locale.

### Personnalités liées à la commune
- En 1163, Guillaume de Beeloith (Belloy) appose sa signature sur une charte de l'abbaye de Corbie.[réf. nécessaire]
- En 1214, Mathieu de Beeloith doit l'hommage à Gautier, châtelain de Péronne, et Robert de Beeloi à Gilles de Marquaix[réf. nécessaire].
- En 1415, Bertrand et Baudouin de Belloy trouvent la mort à la bataille d'Azincourt.[réf. nécessaire]
- Au XVe siècle, Antoine de Belloy prend le parti de Jean II de Luxembourg-Ligny[14].
- En 1516, Jean Tassart, seigneur de Belloy épouse Jeanne de Bar, fille du bailli de Honnecourt. En 1565, Jean Tassart a des possessions à Ennemain et Croix-Moligneaux. Il est l'un des signataires de la Ligue en 1576[14].
- En 1592, Jacques de Belloy, chevalier est seigneur de Belloy-en-Santerre[réf. nécessaire].
- En 1616, Tassart de Belloy est un partisan du maréchal d'Ancre[réf. nécessaire].
- En 1667, Marie-Diane de Belloy est dame de Belloy[réf. nécessaire].

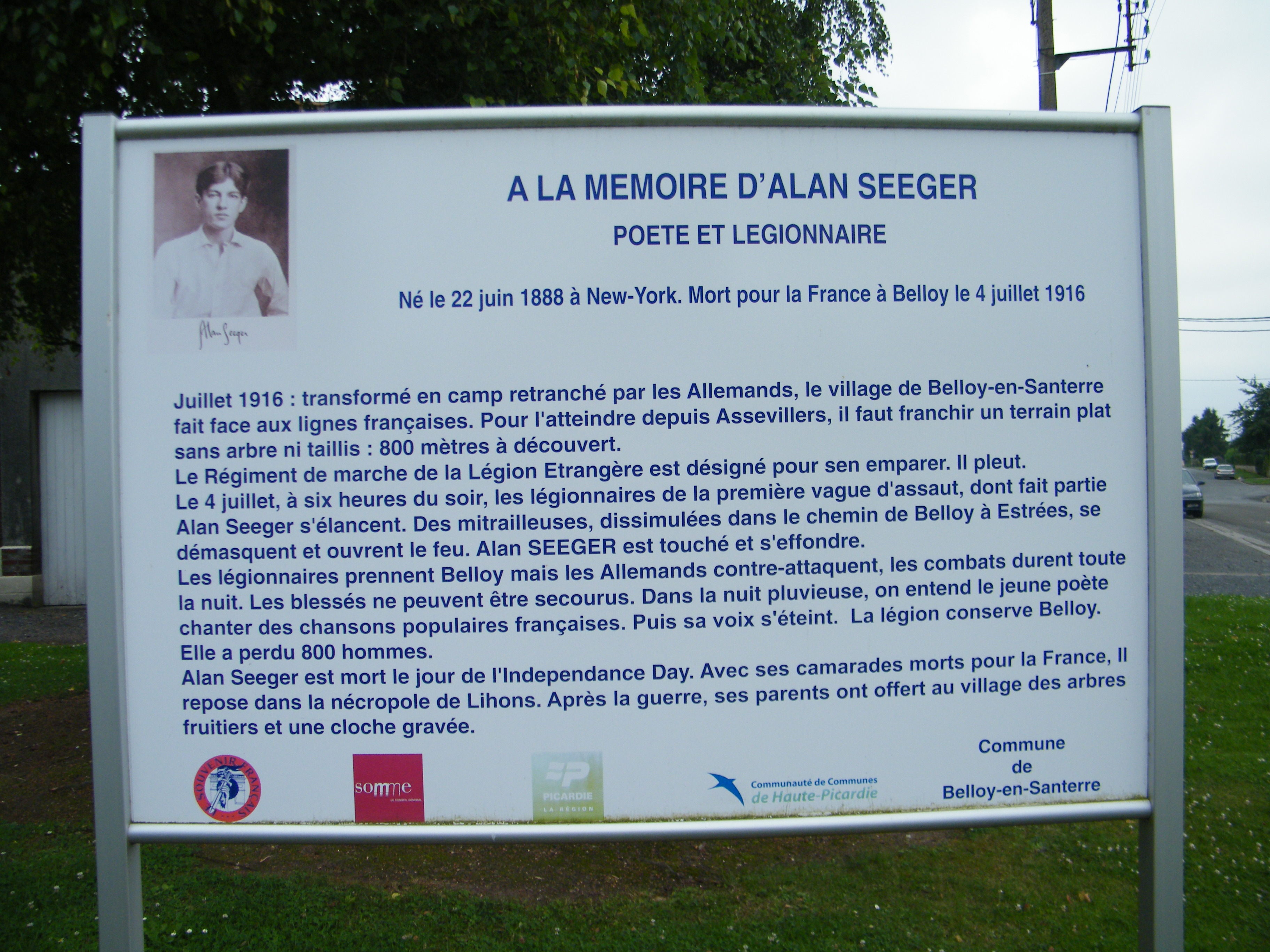
À la mémoire d'Alan Seeger..

- En 1697, Louis Tassart de Belloy épouse Marguerite Morel de Foucaucourt. Sa petite nièce Françoise Morel de Foucaucourt hérite de ses biens ; elle épouse en premières noces, M. de Rivery, lieutenant particulier du présidial d'Amiens et en secondes noces, M. d'Aumale[14].
- Alan Seeger, poète américain, engagé dans la Légion étrangère au service de la France, en 1914, mort à Belloy-en-Santerre lors de la bataille de la Somme en 1916. Il fut décoré à titre posthume de la Médaille militaire ainsi que de la Croix de guerre 1914-1918 avec palme[45]
- Camil Campanyà i Mas, nationaliste catalan, engagé dans la Légion étrangère au service de la France pendant la Première Guerre mondiale, mort à Belloy-en-Santerre, en 1916, au cours de la bataille de la Somme.
- Đỗ Hữu Vị, (1883-1916), capitaine au Régiment de marche de la Légion étrangère tombe au champ d'honneur le 9 juillet 1916.
- Henri de Foucaucourt (1905-1996), né à Belloy-en-Santerre, colonel des armées de la Libération, héros de guerre en 1944. Une plaque inaugurée en 2020 et placée sur la mairie rappelle sa mémoire[46].

## Pour approfondir